# Stryï
Stryï (en ukrainien : Стрий, en russe : Стрый ; en polonais : Stryj, également connue comme Stryy ou Stryia) est une ville de l'oblast de Lviv, en Ukraine. Sa population s'élevait à 59 425 habitants en 2022.

## Étymologie
Le nom provient de celui de la rivière Stryï, un des affluents du Dniestr. De toute évidence, le nom de la rivière est plus ancien que la ville, qui a été fondée beaucoup plus tard.
Stryï est un très ancien nom qui signifie « courant ». Il dérive d'une racine indo-européenne (anglais stream, allemand Strom, etc.).

## Géographie
Elle est située dans la partie occidentale de l'Ukraine, près des collines des Carpates ukrainiennes, sur la rive gauche de la rivière Stryï, à 64 km au sud de Lviv.
La ville possède une base aérienne et une gare ferroviaire.
La ville est desservie par la M12.

## Histoire

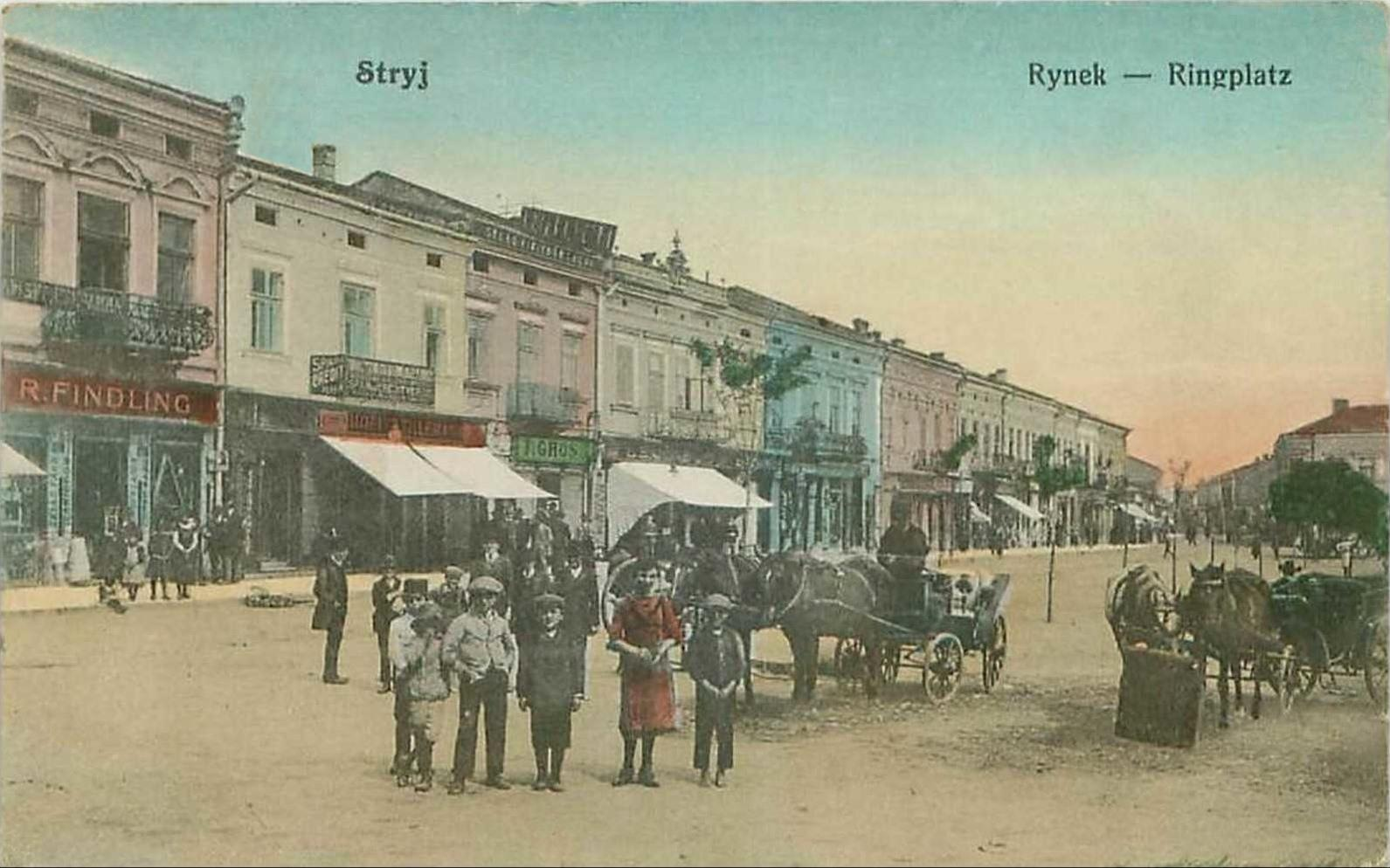
Vue de carte postale du centre-ville de Stryj, 1915

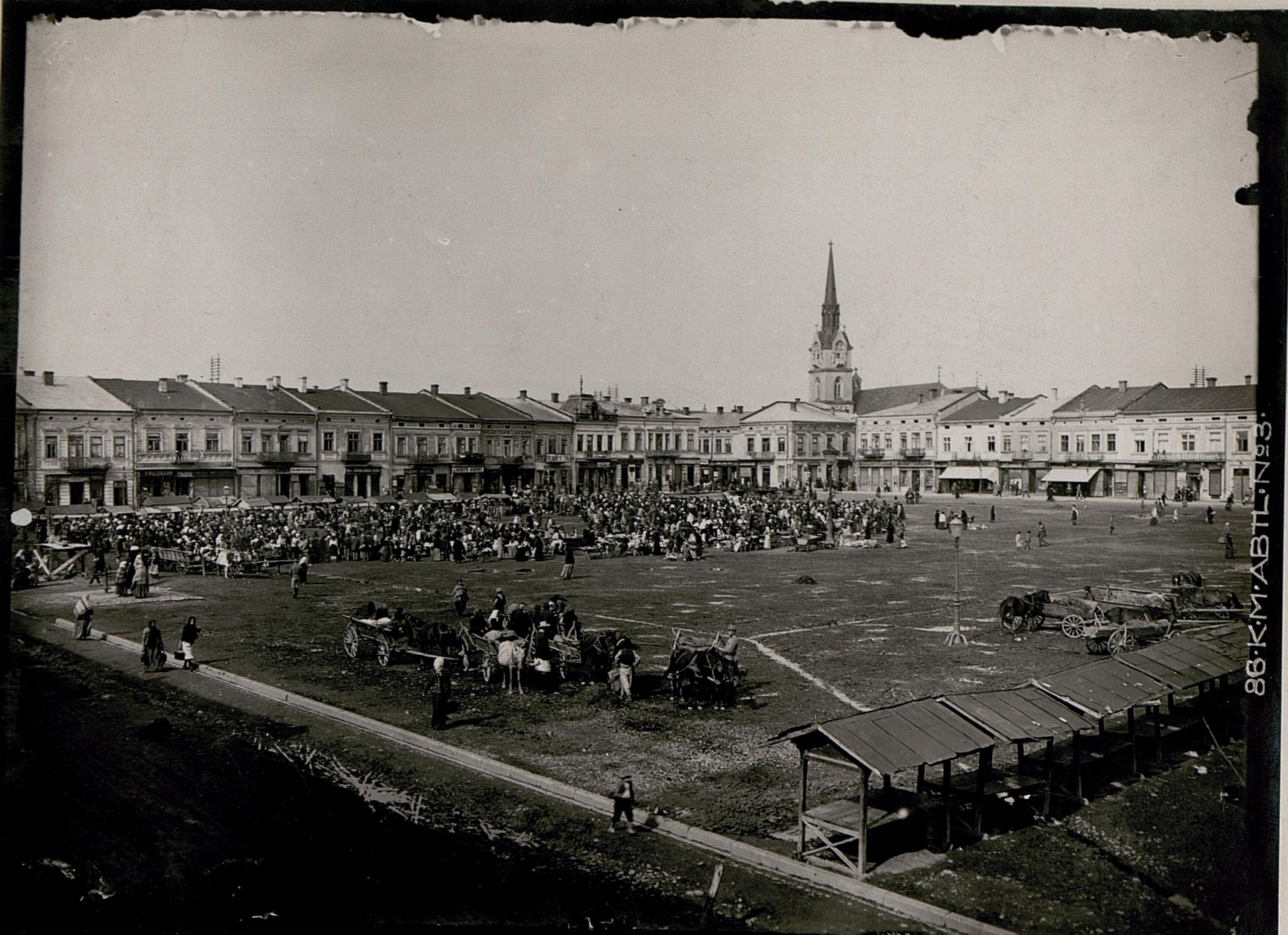
Stryj, 1914

La première mention de la ville remonte à 1385. La première partition de la Pologne, en 1772, l'attribua à l'empire d'Autriche. Nommée Stryï, elle était le chef-lieu du district éponyme (l'un des 78 Bezirkshauptmannschaften (powiats) en province (Kronland) de Galicie en 1900). Après l'effondrement de l'empire d'Autriche-Hongrie, en 1918, elle subit le sort de la Galicie orientale, disputée entre la Pologne et la Russie soviétique. La paix de Riga, signée le 18 mars 1921, l'attribua à la deuxième république de Pologne.
Le 17 septembre 1939, conformément au pacte germano-soviétique, l'Ukraine occidentale fut envahie par l'Armée rouge, puis annexée par l'Union soviétique. Pendant la Seconde Guerre mondiale, Stryï fut occupée par l'Allemagne nazie du 2 juillet 1941 au 5 août 1944 et rattachée au Gouvernement général. Avant de quitter la ville, fin juin 1941, les autorités soviétiques exécutèrent les prisonniers politiques détenus à la prison locale. Après leur départ, les Juifs furent enfermés dans un ghetto par les occupants nazis et déportés vers le camp d'extermination de Belzec à partir de mai 1942. La « liquidation » du ghetto eut lieu le 22 mai 1943 ; plus d'un millier de Juifs furent entassés dans la synagogue pendant plusieurs jours, sans nourriture et sans eau. Les survivants furent ensuite conduits au cimetière juif et abattus. Après la guerre, la ville redevint soviétique. Depuis 1991, Stryï fait partie de l'Ukraine indépendante.

## Population

### Démographie
Recensements (*) ou estimations de la population :
| 1843  | 1880   | 1900   | 1910*  | 1931*  |
| ----- | ------ | ------ | ------ | ------ |
| 8 000 | 12 300 | 23 200 | 30 900 | 30 900 |

| 1939   | 1959*  | 1970*  | 1979*  | 1989*  |
| ------ | ------ | ------ | ------ | ------ |
| 33 600 | 36 180 | 47 983 | 55 096 | 66 522 |

| 2001*  | 2010   | 2011   | 2012   | 2013   |
| ------ | ------ | ------ | ------ | ------ |
| 62 479 | 60 354 | 60 267 | 60 146 | 60 126 |

### Composition ethnique
La composition de la population de Stryï a subi une profonde évolution entre 1939 et 1959, en raison de la Seconde Guerre mondiale et de son rattachement à l'Union soviétique.
|            | Recensement de 1939 | Recensement de 1959 |
| ---------- | ------------------- | ------------------- |
| Polonais   | 34,5 %              | —                   |
| Ukrainiens | 28,0 %              | 68,0 %              |
| Russes     | —                   | 30,0 %              |
| Juifs      | 35,6 %              | —                   |
| Allemands  | 1,6 %               | —                   |

- en 1989, Ukrainiens : 83,8 % ; Russes : 13,8 % ; Polonais : 0,8 % ; Biélorusses : 0,8 %[5].
- en 2001 : Ukrainiens : 92,1 % ; Russes : 5,2 % ; Polonais : 0,5 % ; Biélorusses : 0,3 %[5].

## Personnalités
- Louis Begley (* 1933), écrivain américain
- Efraim Frisch (873-1942) écrivain et journaliste autrichien
- Henrik Galeen (1881-1949), cinéaste, scénariste et acteur allemand
- Artur Grottger (1837–1867), peintre et dessinateur
- Fancia Grün (1904–1945), résistante contre le nazisme, assassinée à Theresienstadt
- Olha Ilkiv (1920-2021), partisane ukrainienne
- Józef Koffler (1896–1944), compositeur
- Kornel Makuszyński (1884-1953), auteur pour la jeunesse
- Zbigniew Messner (1929-2014), ancien premier ministre polonais
- Nestor Nyjankivsky (1893-1940), compositeur, y est inhumé depuis 1993
- Kazimierz Nowak (1897–1937), voyageur polonais
- Sviatoslav Schevchuk, primat de l'Église grecque-catholique ukrainienne
- Julian Stryjkowski (1905–1996), journaliste et écrivain socialiste
- Zbigniew Messner (1929–2014), économiste et homme politiqu

## Jumelages
- Bălţi (Moldavie)